# Peter Židovský
Peter Židovský (9. července 1890 Šarišské Jastrabie – 25. listopadu 1947) byl československý politik a meziválečný poslanec Národního shromáždění za Republikánskou stranu zemědělského a malorolnického lidu (agrárníky), za války příslušník odboje, po válce poslanec za Ukrajinskou národní radu Prjaševčiny.

## Biografie
Profesí byl dle údajů z roku 1935 rolníkem v Jastrebu. Patřil mezi jazykově prorusky orientovanou část rusínských společenských elit.
V parlamentních volbách v roce 1935 získal poslanecké křeslo za agrárníky v Národním shromáždění. Poslanecký post si oficiálně podržel do zrušení parlamentu 1939, přičemž v prosinci 1938 ještě přestoupil do poslaneckého klubu nově ustavené Strany národní jednoty.
V roce 1938 agitoval za připojení části východního Slovenska obývanou etnickými Rusíny k Podkarpatské Rusi. Na přelomu let 1938 a 1939 ho zmiňují polské zdroje jako možnou oporu chystané propagandistické akce mezi obyvatelstvem východního Slovenska, jejímž cílem bylo šířit protivládní nálady a ovlivňoval populaci promaďarským a propolským směrem.
Na konci roku 1938 ostře odmítl, podle vzpomínek své dcery, nabídky, aby přestoupil do Hlinkovy slovenské ľudové strany. Čelil pak zostřené pozornosti slovenské policie a zaměřila se na něj Hlinkova garda. Odmítal i vznik samostatného slovenského státu a udržoval si kontakty s lidmi z dob své poslanecké kariéry v Praze. Setkával se s nimi v Sabinově či Prešově. Po jedné z takových schůzek byl ve vlaku zadržen slovenskými bezpečnostními složkami a deportován do vězení Ilava. Zde strávil šest a půl měsíce. Domů se dostal díky hromadné amnestii prezidenta Tisa. Poté, co se zotavil, začal znovu vyvíjet činnost v protifašistickém odboji. Manželka a dcera ho doprovodily do obce Ruská Voľa, pak přešel hranice do Polska. Vrátil se po několika týdnech. V jeho domě se následně odehrávaly schůzky s partyzány. S bratry kopal zemljanky a ze svého velkého statku zásoboval partyzány. Od spřízněného velitele vojenské posádky v Sabinově získával zbraně. Partyzánská skupina postupně narůstala a on opakovaně čelil policejním raziím. Jeho dcera byla na podzim 1944 několik měsíců vězněná Němci. Sám Peter Židovský byl rovněž zadržen, ale podařilo se mu utéct a vrátil se k partyzánské skupině.
V letech 1939–1940 se účastnil porad rusínských předáků z východního Slovenska, kteří plánovali založit jednotnou Ruskou stranu, reprezentující tuto národnostní menšinu v politickém systému slovenského štátu. Byl přítomen na schůzi 23. dubna 1940 v Prešově. Slovenské úřady ale založení strany zablokovaly.
Politicky se pak angažoval i po válce. V letech 1945-1946 byl poslancem Prozatímního Národního shromáždění. V parlamentu zastupoval rusínskou (ukrajinskou) menšinu na Slovensku. Byl členem poslaneckého klubu Ukrajinská národní rada Prjaševčiny. Patřil mezi spoluzakladatele této střechové politické organizace slovenských Rusínů v poválečném Československu. Zároveň byl od roku 1945 členem Demokratické strany. Od roku 1947 byl členem Komunistické strany Slovenska.